# Mahavishnu Orchestra
La Mahavishnu Orchestra és un grup de música fundat pel guitarrista John McLaughlin durant els anys 70. Va ser un dels primers a temptar i aconseguir la fusió del jazz i del rock, seguint el camí del grup precursor "Lifetime", format per John McLaughlin, Tony Williams (antic bateria de Miles Davis) i Jack Bruce (antic contrabaixista del grup de rock Cream).

## Biografia
John McLaughlin produeix primer de tot el seu propi àlbum «My Goal's Beyond» amb Billy Cobham, Charlie Haden, Airto Moreira, Dave Liebman, Badal Roy, Jerry Goodman i Mahalakshmi.
Per al primer disc del Mahavishnu Orchestra «Inner Mounting Flame», John McLaughlin s'ha envoltat de Rick Laird (Baix), Billy Cobham (Bateria), Jerry Goodman (Violí) i Jan Hammer (teclats). Aquest disc realitza una perfecta fusió dels sintetitzadors Moog, guitarres i violí, tot amb el suport del bateria Billy Cobham. John McLaughlin s'inspira en el seu guia espiritual Sri Chinmoy. El mateix conjunt realitza l'àlbum següent, «Between Nothingness and Eternity», enregistrat al Central Park de Nova York.
El 1974, el Mahavishnu Orchestra canvia de proposta per realitzar «Apocalipsi» amb la London Symphony Orchestra dirigida per Michael Tilson Thomas. John McLaughlin està acompanyat principalment per Jean-Luc Ponty (violí), Michael Walden (bateria) i Ralphe Amstrong (baix). El mateix any la Mahavishnu Orchestra realitza un altre àlbum «Visions of the Emerald Beyond» amb la mateixa formació de base i Gayle Moran als teclats i les veus. Les interpretacions del grup són encara més destacables en escena, i els seus concerts en el Festival de Jazz de Montreux són fets molt destacables.
John McLaughlin ha continuat posteriorment la seva carrera musical amb el grup Shakti, i després d'altres propostes, torna a formar el 1984 la Mahavishnu Ochestra.

## Membres

### Primer període
De 1971 el gener de 1974
- John McLaughlin: guitarra
- Billy Cobham: bateria
- Jerry Goodman: violí
- Jan Hammer: teclats
- Rick Laird: baix

### Segon període
De 1974 a 1975
- John McLaughlin: guitarra
- Jean-Luc Ponty: violinista principal
- Steve Kindler: violinista
- Carol Shieve: violinista
- Narada Michael Walden: bateria
- Ralph Armstrong: baix, veu
- Gayle Moran: teclats, veu

### Tercer període
De 1975 a 1976
- John McLaughlin: guitarra
- Narada Michael Walden: bateria
- Ralph Armstrong: baix, veu
- Stu Goldberg: teclats

### Quart període
De 1984 a 1986
- John McLaughlin: guitarra
- Jonas Hellborg: baix
- Billy Cobham, després Danny Gottlieb: bateria
- Mitchel Foreman després Jim Beard: teclats
- Bill Evans (ex Miles Davis): saxòfons

## Discografia

### Àlbums del Mahavishnu Orchestra
- The inner mounting flame(1971) CBS
- Birds of Fire (1973) CBS
- The lost trident sessions (1973). Reeditat oficialment el 1999.
- Between Nothingness and Eternity - Live (1973)CBS
- Apocalypse (1974) CBS
- Visions of the Emerald Beyond (1974) CBS
- Inner Worlds (1976) CBS
- Mahavishnu (1984) Reeditat a Wounded Bird (2002)
- Adventures in Radioland (1987). Reeditat per Polygram (1993)
- Coffret (Box set) McLaughling Concerts At Montreux Jazz Festival:
  - Mahavishnu Orchestra (1974)
  - Mahavishnu Orchestra (1984)

### Altres Àlbums
Altres àlbums on ha col·laborat John McLaughlin
- Extrapolation Solo (1968)
- Emergency Tony Williams Life Time (1970)
- Turn it Over Tony Williams Life Time (1970)
- My Goal's Beyond (1970) CBS
- Love Devotion Surrender (1973) amb Carlos Santana
- Shakti (1975) amb el grup Shakti
- Shakti - A handful of beauty (1977) amb el grup Shakti
- Shakti - Natural Elements (1978) amb el grup Shakti
- One truth band  (1980)
- Belo Horizonte (1982)
- Music Spoken here  (1983)
- Coffret la totale des enregistrements de John McLaughlin à Montreux de 1974 à 1999 (2004)